# Ráztočno
Ráztočno je obec na Slovensku, v Trenčínském kraji, asi deset kilometrů východně od Prievidze, na úpatí Vtáčniku. Žije v něm přibližně 1 200 obyvatel. V katastrálním území obce leží přírodní památka Hájská jeskyně.

## Historie
První písemná zmínka o vesnici pochází z roku 1430. Ve vsi stojí kostel Narození Panny Marie ze 13. století.

## Panorama

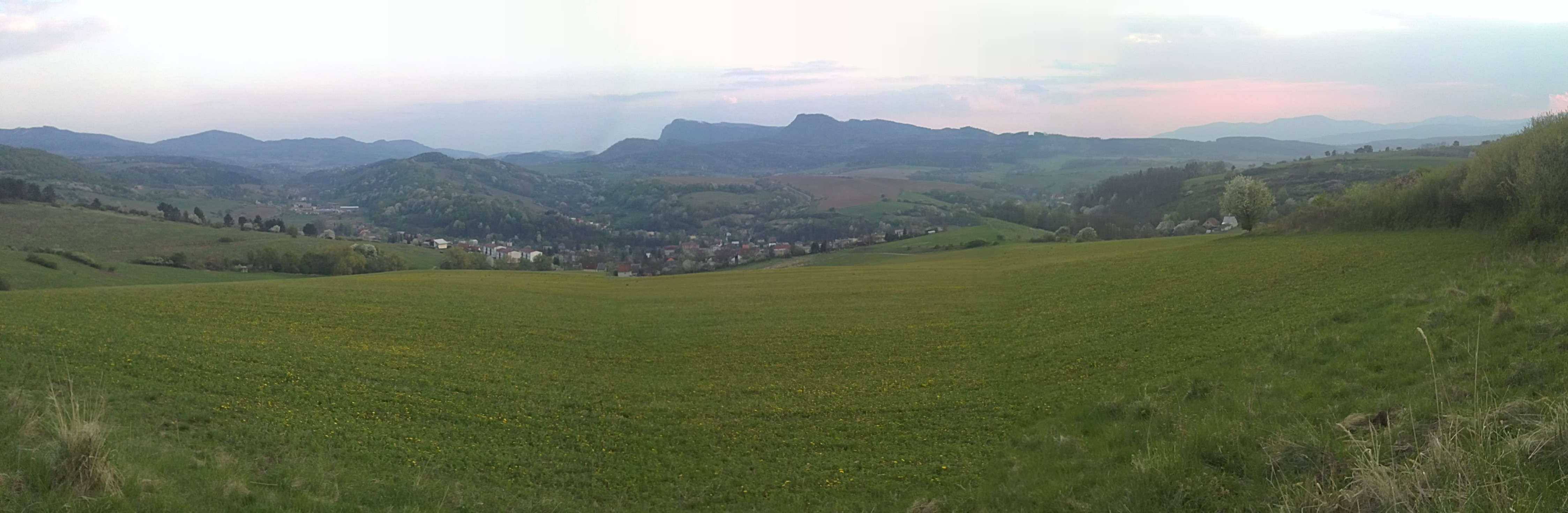
Panorama obce ze severu